# Lluís Pau Corominas
Lluís Pau Corominas, (Castellfollit de la Roca, 1950). Interiorista i dissenyador industrial.
Estudia a l'Escola Eina de Barcelona. S'inicia en el món del disseny a través de la construcció d'estands per a fires i congressos. Juntament amb altres dissenyadors i artistes crea els grups Tint-1 (1971) i Tint-2 (1974) a Banyoles, dedicats a la gestió cultural i muntatge d'exposicions. El 1973 s'incorpora a l'estudi d'arquitectes MBM (Martorell-Bohigas-Mackay) on es farà càrrec del nou estudi IDP dedicat a l'interiorisme i al disseny i muntatge d'exposicions. Entre el 1976 i el 1980 forma part de la junta de l'ADI FAD, des de la qual s'impulsen les medalles ADI i les exposicions Disuefio. En el camp del disseny industrial
s'especialitza en mobiliari. Entre els seus dissenys més destacats trobem: el sistema de senyalització exterior per a la Generalitat de Catalunya (1982), en col·laboració amb Duran, Canosa i Matas; la prestatgeria 330 (1990) o el tamboret Nu-Ta (1990).